# لاسوچیتسه (استان لهستان بزرگ‌تر)

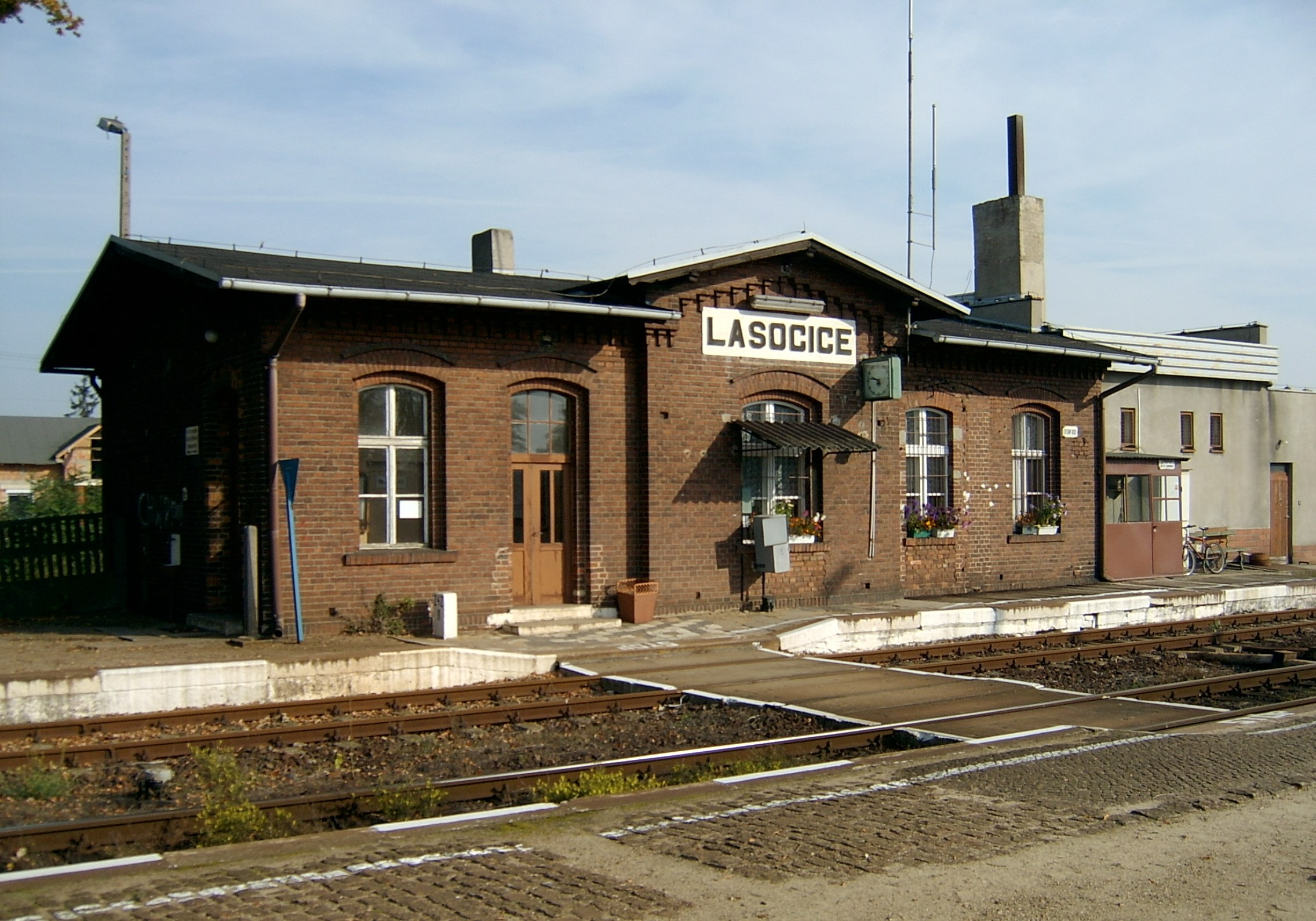
منطقه مسکونی در لهستان

لاسوچیتسه (به لاتین: Lasocice) یک روستا در لهستان است که در گمینا شوینچیخووا واقع شده‌است. لاسوچیتسه ۷۳۵ نفر جمعیت دارد.